# E vissero feriti e contenti
E vissero feriti e contenti è il sesto album in studio del rapper italiano Ghemon, pubblicato il 19 marzo 2021 dalla Carosello Records.

## Descrizione
L'album è stato realizzato durante le misure di confinamento imposte dalla pandemia di COVID-19, che hanno negato all'artista la promozione dal vivo del precedente disco Scritto nelle stelle, uscito nel 2020. Dal punto di vista musicale, E vissero feriti e contenti risulta caratterizzato da svariate influenze, che passano dal contemporary R&B, al reggae fino al soul e alla musica elettronica.

## Promozione
E vissero feriti e contenti è stato annunciato nella metà di febbraio 2021, a distanza di pochi giorni dalla partecipazione di Ghemon al Festival di Sanremo 2021. Durante tale manifestazione l'artista ha presentato il brano Momento perfetto, estratto come primo singolo dell'album e classificatosi ventunesimo al termine della kermesse stessa.

## Tracce
Testi di Giovanni Luca Picariello.
1. Vissero feriti e contenti – 0:48
2. Piccoli brividi – 3:30 (musica: Giovanni Luca Picariello, Claudio La Rocca, Fabio Brignone, Giuseppe Seccia)
3. Tanto per non cambiare – 3:10 (musica: Giovanni Luca Picariello, Simone Privitera, Giuseppe Seccia)
4. Nel mio elemento – 2:56 (musica: Giovanni Luca Picariello, Simone Privitera, Daniele Raciti)
5. La tigre – 3:30 (musica: Giovanni Luca Picariello, Nicolas Madonia)
6. Difficile – 3:32 (musica: Giovanni Luca Picariello, Simone Privitera, Fabio Brignone, Giuseppe Seccia)
7. Non posso salvarti – 3:08 (musica: Giovanni Luca Picariello, Simone Privitera, Giuseppe Seccia)
8. Lucido (Interlude) – 1:24 (musica: Giovanni Luca Picariello, Giuseppe Seccia)
9. Momento perfetto – 3:11 (musica: Giovanni Luca Picariello, Simone Privitera, Daniele Raciti, Giuseppe Seccia)
10. Infinito – 3:15 (musica: Giovanni Luca Picariello, Simone Privitera, Giuseppe Seccia)
11. Puoi fidarti di me – 3:37 (musica: Giovanni Luca Picariello, Luca D'Angelo, Matteo Soru)
12. Illusione ottica (Interlude) – 0:39 (musica: Giovanni Luca Picariello, Simone Privitera, Giuseppe Seccia)
13. Trompe l'oeil – 3:41 (musica: Giovanni Luca Picariello, Simone Privitera, Giuseppe Seccia)
14. Sparire – 3:39 (musica: Giovanni Luca Picariello, Claudio La Rocca, Fabio Brignone, Stefano De Vivo)
15. Titoli di coda (outro) – 0:43 (musica: Giovanni Luca Picariello, Sup Nasa, Stefano De Vivo)

## Formazione
Musicisti
- Ghemon – voce (eccetto tracce 1, 12 e 15), cori (tracce 3, 7, 9 e 10)
- Chiara Francese – voce (traccia 1), vocal skit (traccia 14)
- Fabio Brignone – basso (tracce 2, 3, 6, 7, 11 e 14), basso aggiuntivo (traccia 4)
- Sup Nasa – batteria (tracce 2 e 14), programmazione e tastiera (tracce 2, 14 e 15), basso (traccia 15)
- Stefano De Vivo – chitarra (tracce 2 e 14), tastiera e chitarra aggiuntive (traccia 15)
- Giuseppe "Lokibeatz" Seccia – tastiera aggiuntiva (tracce 2, 11 e 14), basso e chitarra aggiuntive (tracce 2 e 14), tastiera (tracce 3, 6-10, 12, 13), cori (traccia 9), basso (traccia 10), sintetizzatore (tracce 12 e 13), chitarra (traccia 13)
- Simone "Simonsays" Privitera – batteria (tracce 3, 4, 6, 7, 9, 10, 13), programmazione (tracce 3, 4, 6, 7, 9, 10, 12, 13), tastiera aggiuntiva (tracce 3, 7 e 10), cori (tracce 3 e 9), tastiera e basso (traccia 4)
- Daniele Raciti – chitarra (tracce 3, 4, 7-9)
- Augusto Pallocca – sassofono (traccia 5)
- Filippo Cattaneo Ponzoni – chitarra (tracce 6, 10 e 13)
- Domenico Mamone – sassofono (tracce 6 e 7), flauto (traccia 12)
- Raffaele Kohler – tromba (tracce 6 e 7)
- Rocco Tanica – sintetizzatore e pianola (traccia 7)
- Alessia Labate – cori (tracce 7 e 10)
- Philip Lassiter – arrangiamento fiati e trombe (traccia 9)
- Sam Greenfield – sassofono (traccia 9)
- Ilaria Cingari – cori (traccia 9)
- Murialdo Fanesi – cori (traccia 9)
- Fire Flowerz – batteria, tastiera e programmazione (traccia 11)
- Ema Stokholma – voce (traccia 12), skit vocale (traccia 13)

Produzione
- Ghemon – produzione esecutiva, produzione (tracce 8 e 12)
- Simone "Simonsays" Privitera – produzione esecutiva, missaggio, produzione (tracce 3, 4, 6, 7, 9, 10, 12 e 13), produzione aggiuntiva (traccia 8)
- Roberto Romano – mastering
- Simone Pavan – registrazione (traccia 1)
- Sup Nasa – produzione (tracce 2 e 14)
- Gheesa – produzione (traccia 5)
- Giuseppe "Lokibeatz" Seccia – produzione (traccia 8)
- Fire Flowerz – produzione (traccia 11)
- RGB Prisma – produzione (traccia 15)

## Classifiche
| Classifica (2021) | Posizione massima |
| ----------------- | ----------------- |
| Italia            | 8                 |